# Nawanianie THT
Nawanianie THT – proces technologiczny polegający na mieszaniu tetrahydrotiofenu z gazem ziemnym w tzw. nawanialniach, w celu nadania mu nieprzyjemnej woni. Nadawanie bezwonnym, niebezpiecznym gazom użytkowym nieprzyjemnego zapachu ma na celu ułatwić wykrywanie nieszczelności instalacji gazowej, co bezpośrednio wpływa na poprawę bezpieczeństwa.